# Golegã
Golegã est une municipalité (en portugais : concelho ou municipio) et une ville du Portugal, située dans le district de Santarém et la région de Ribatejo.
Peuplé de 5600 habitants, Golegã est situé au centre du Ribatejo à 35 km de Santarém et à une centaine de kilomètres de Lisbonne. La particularité de ce village est sa vocation pour le cheval lusitanien (cheval de race portugaise).
Le panneau à l’entrée du village inscrit : Golegã Capital do cavalo (Golegã, capitale du cheval) et le rond-point qui permet de bifurquer vers le centre du village est dédié aux éleveurs de chevaux lusitaniens avec inscrit sur son pourtour les marques de ces éleveurs. 
Par ailleurs, la place du centre du village est loin d’être une place comme les autres… Elle n’est ni pavée ni bitumée mais elle bénéficie d’une immense carrière de sable (manège pour chevaux sans toit ni mur mais fermée par une simple clôture en bois) au milieu de laquelle des chevaux évoluent et une piste en sable autour de cette carrière où d’autres chevaux s’échauffent avant d’entrer dans la carrière centrale. De plus, entre la piste et la carrière il y a un chemin pavé pour permettre aux visiteurs de voir le spectacle de la piste et celui de la carrière.
Le reste du village est parsemé de maisons entourées de murs avec de grands portails ou petites portes derrière lesquelles se trouvent des écuries.

## Géographie
Golegã est limitrophe :
- au nord-est, de Vila Nova da Barquinha,
- à l'est et au sud-est, de Chamusca,
- à l'ouest, de Santarém,
- au nord-ouest, de Torres Novas et Entroncamento.

## Démographie
| 1801  | 1849  | 1900  | 1930  | 1960  | 1981  | 1991  | 2001  | 2004  |
| ----- | ----- | ----- | ----- | ----- | ----- | ----- | ----- | ----- |
| 2 452 | 2 866 | 5 694 | 6 325 | 6 150 | 5 963 | 6 072 | 5 710 | 5 629 |

| 2006  | 2011  | - | - | - | - | - | - | - |
| ----- | ----- | - | - | - | - | - | - | - |
| 5 589 | 5 465 | - | - | - | - | - | - | - |

## Subdivisions
La municipalité de Golegã groupe 2 freguesias :
- Azinhaga
- Golegã

## Feira nacional do cavalo
Chaque année, depuis le XVIIIe siècle, le petit village de Golegã tient, à l’époque de la Saint Martin, pendant une semaine, un rassemblement unique au monde à l’occasion de sa foire agricole.
L’origine de cette Foire du cheval, autrefois appelée Feira de São Martinho (Foire de la Saint Martin) remonte au XVIIIe siècle et son objectif était de promouvoir le commerce de produits agricoles de la région très fertile de Golegã .
Cette région fertile favorise non seulement l’agriculture mais aussi l’élevage des chevaux qui nécessite de grands espaces verts. Au bout d'un certain temps d'existence de la Feria et compte tenu de la présence de ces nombreux élevages, le Marquis de Pombal demanda aux éleveurs de chevaux d’y exposer leurs étalons. Peu à peu, le cheval lusitanien est devenu la raison d’être de la manifestation qui rassemble aujourd’hui plus de 5 000 étalons venus de tout le Portugal et de France.
C’est en 1972 que la foire agricole de Golegã est devenue officiellement  la Feira nacionale do cavalo (Foire nationale du cheval). Par tradition, le jour le plus important de la Foire est le 11 novembre en hommage à Aristides de Sousa Mendes (1987).

### L’ambiance de la Feria
Autour de la carrière centrale, dans des stands d’exposition spécialement conçus pour les chevaux, sont présentés les étalons.
La carrière centrale rassemble tous les acteurs de la foire : des éleveurs ou cavaliers de renom, d’illustres inconnus ou encore des Gitans qui font partie de la tradition ancestrale par leur rôle dans le monde du cheval.
La tradition veut qu'acteurs et spectateurs revêtent le costume traditionnel portugais du cavalier et le harnachement traditionnel du cheval, de même que les palefreniers sont vêtus de leur costume traditionnel. 
Dans les rues du village, tout peut se faire autant à pied qu’à cheval : les cavaliers à cheval peuvent entrer et consommer dans les restaurants improvisés, les bars et même les boîtes de nuit elles aussi improvisées dans des anciennes granges à fourrage. 

## Galerie

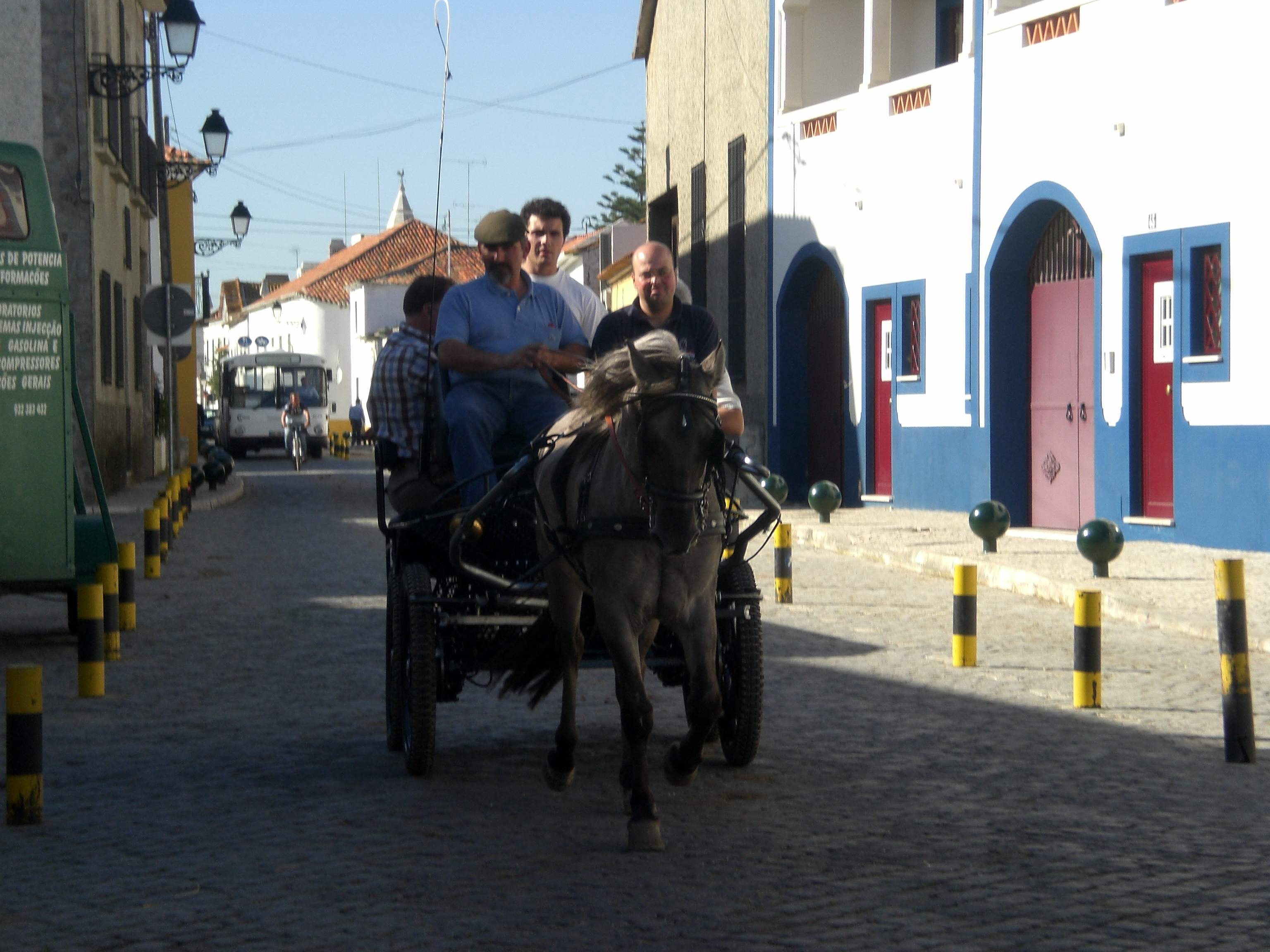
Rue de Golegã
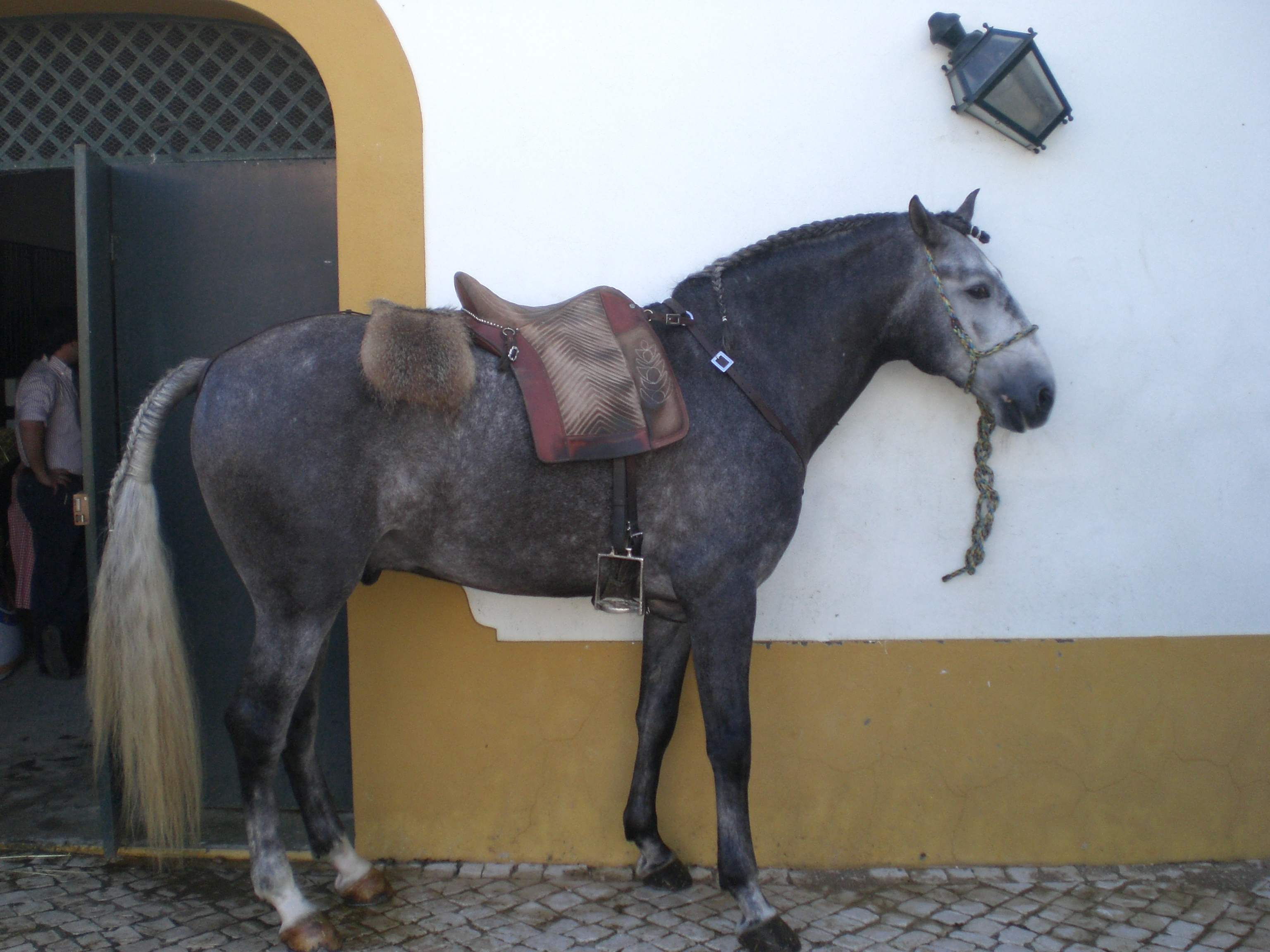
Cheval lusitanien
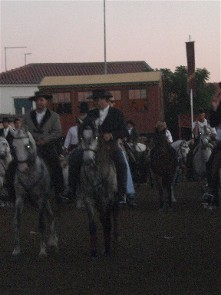
Feira de Golegã: la piste autour de la carrière
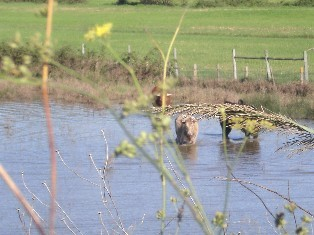
Campagne autour de Golegã
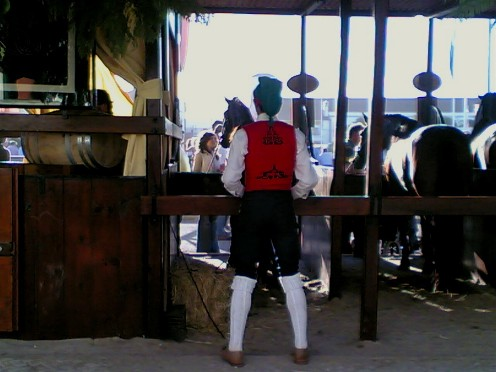
Palefrenier en tenue traditionnelle devant un stand
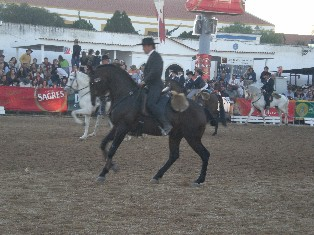
Cavalier en tenue traditionnelle
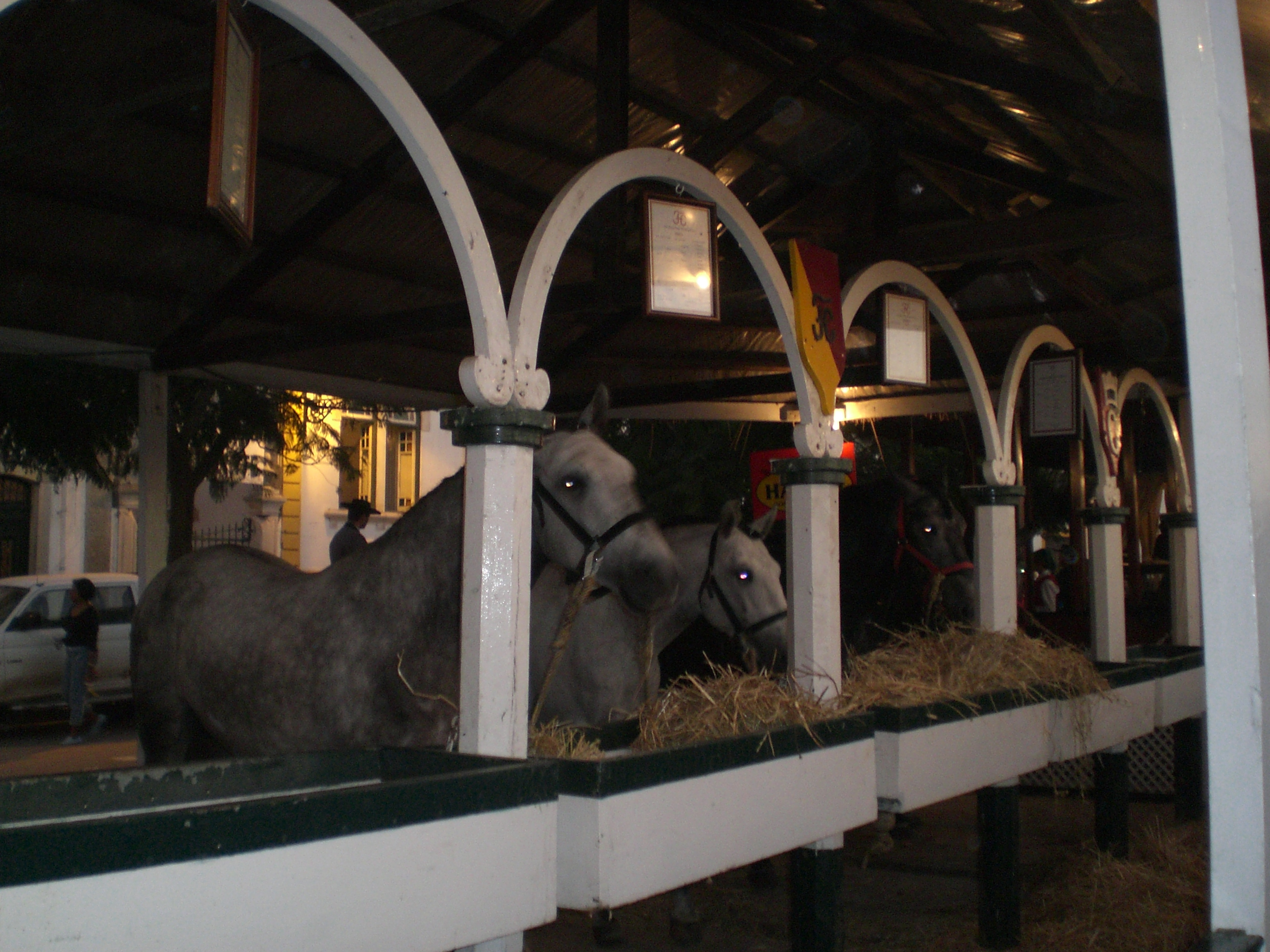
Chevaux dans un stand
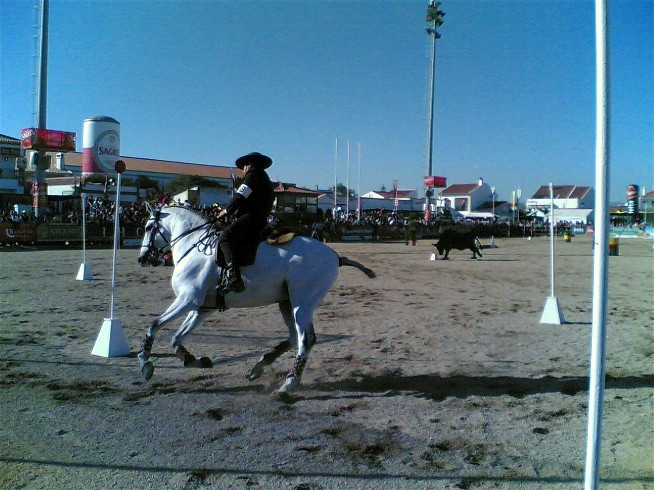
Compétition d'équitation traditionnelle portugaise de travail